# Kabléwa
Kabléwa (auch: Kabélawa, Kabéléwa) ist eine Landgemeinde im Departement N’Guigmi in Niger.

## Geographie

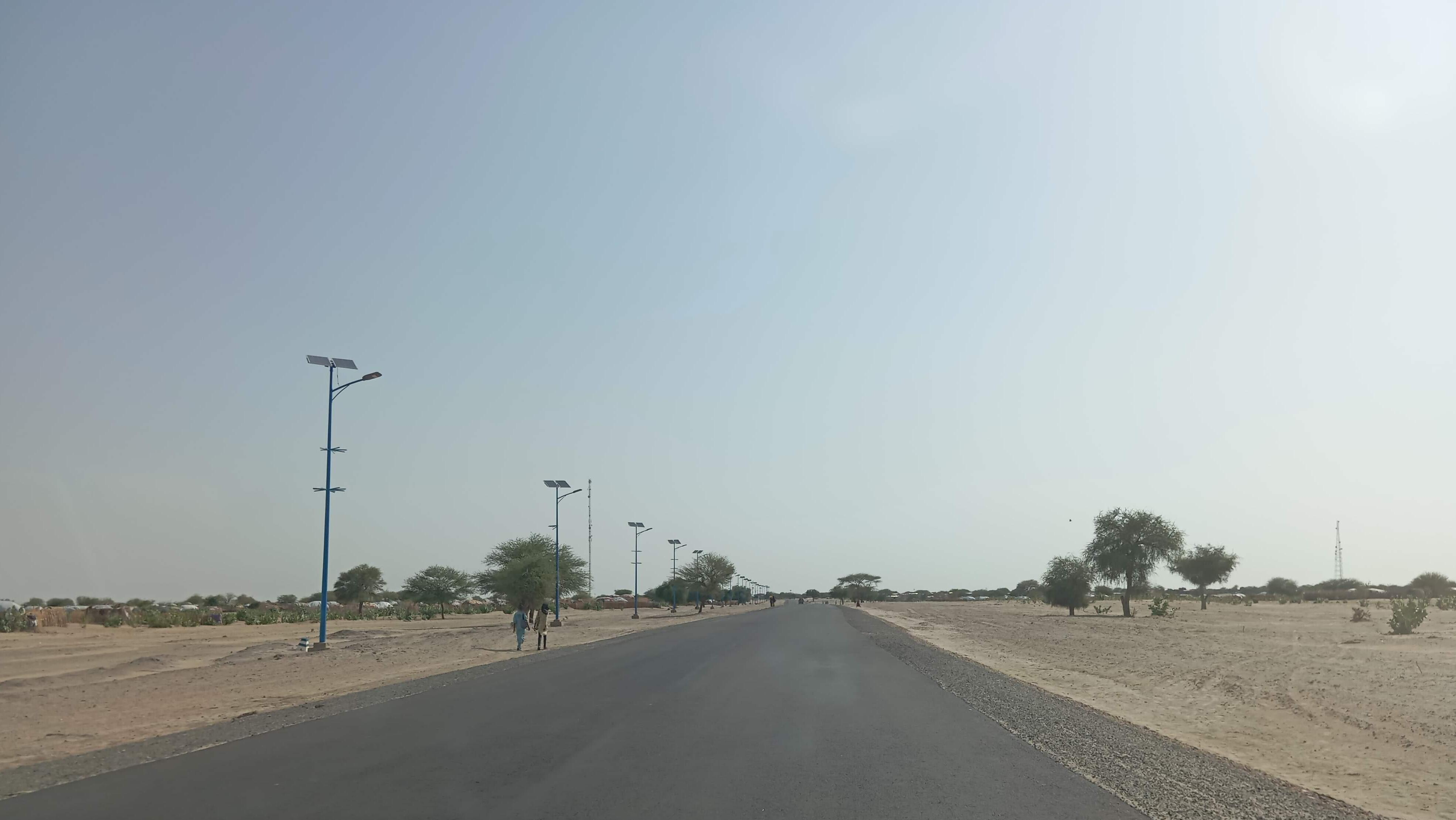
Nationalstraße 1 an der Ortseinfahrt des Gemeindehauptorts Kabléwa (2024)

Kabléwa liegt in der Landschaft Manga in der Sahelzone. Durch die Gemeinde verläuft die Tonebene Kadzell. Im Norden beginnt die Wüste Tal. Die Nachbargemeinden von Kabléwa sind N’Gourti im Nordwesten, N’Guigmi im Nordosten, Bosso im Südosten, Toumour im Süden und Gueskérou im Südosten.
Bei den Siedlungen im Gemeindegebiet handelt es sich um 32 Dörfer, 4 Weiler, 82 Lager und 76 Wasserstellen. Der Hauptort der Landgemeinde ist das Dorf Kabléwa.

## Geschichte
Die Ruinenstadt Garoumélé im Gemeindegebiet von Kabléwa hatte ihre Blütezeit Ende des 15. Jahrhunderts.
Die Landgemeinde Kabléwa ging 2002 im Zuge einer landesweiten Verwaltungsreform aus Teilen des Kantons N’Guigmi und Teilen eines gemeindefreien Gebiets hervor.
Die Nachbargemeinde Bosso wurde 2015 von der dschihadistischen Terrorgruppe Boko Haram aus Nigeria angegriffen. Kabléwa nahm Flüchtlinge aus Bosso auf. Ende 2016 lebten in der Gemeinde Kabléwa 6.085 Kinder und Jugendliche im Alter von 4 bis 19 Jahren, die Flüchtlinge, Rückkehrer oder Binnenvertriebene waren. Abari El Hadj Daouda, der Bürgermeister von Kabléwa, und seine Frau wurden am 19. Oktober 2019 entführt. Sie wurden am 4. Januar 2020 gegen eine Lösegeldzahlung freigelassen. In der gesamten Region Diffa waren im Januar 2021 vom UNHCR knapp 270.000 von Zwangsmigration betroffene Personen erfasst. Davon waren 47 % Flüchtlinge und 39 % Binnenvertriebene. Bei 78 % handelte es sich um Frauen und Kinder. In der Gemeinde Kabléwa lebten dabei 15.432 dieser Menschen.

## Bevölkerung
Bei der Volkszählung 2012 hatte die Landgemeinde 26.176 Einwohner, die in 3.835 Haushalten lebten. Bei der Volkszählung 2001 betrug die Einwohnerzahl 3.918 in 760 Haushalten.
Im Hauptort lebten bei der Volkszählung 2012 2.537 Einwohner in 428 Haushalten, bei der Volkszählung 2001 1.330 in 288 Haushalten und bei der Volkszählung 1988 350 in 100 Haushalten.
In ethnischer Hinsicht ist die Gemeinde ein Siedlungsgebiet von Fulbe.

## Politik
Der Gemeinderat (conseil municipal) hat 11 Mitglieder. Mit den Kommunalwahlen 2020 sind die Sitze im Gemeinderat wie folgt verteilt: 5 MPR-Jamhuriya, 4 MNSD-Nassara, 1 ARD-Adaltchi Mutunchi und 1 MPN-Kiishin Kassa.
Jeweils ein traditioneller Ortsvorsteher (chef traditionnel) steht an der Spitze von 19 Dörfern in der Gemeinde, darunter dem Hauptort.

## Wirtschaft und Infrastruktur
Der Großteil der Gemeinde liegt in einem Gebiet, in dem Agropastoralismus vorherrscht. Im Südwesten beginnt die Zone des Regenfeldbaus. In Kabléwa gibt es einen Viehmarkt. Der Markttag ist Samstag. Im Hauptort sind ein Gesundheitszentrum des Typs Centre de Santé Intégré (CSI) und eine veterinärmedizinische Station vorhanden. Beim Centre de Formation aux Métiers de Kabléwa (CFM Kabléwa) handelt es sich um ein Berufsausbildungszentrum. Durch Kabléwa verläuft die Nationalstraße 1, die den Ort mit der Regionalhauptstadt Diffa verbindet. Im Hauptort wird eine Niederschlagsmessstation betrieben.